# Pei Encai
Pei Encai (Tianjin, 1953) é um ex-futebolista e atual treinador de futebol chinês.
Encai treinou o Wuhan Huanghelou, da primeira divisão chinesa, de 2003 a 2005, quando foi convidado para trabalhar na seleção chinesa de futebol feminino.